# Umagillidae
Famille
Les Umagillidae sont une famille de vers plats marins du sous-ordre des Dalytyphloplanida (ordre des Rhabdocoela). Toutes les espèces de cette famille sont des parasites.

## Écologie et comportement
Toutes les espèces de la famille des Umagillidae sont des parasites. Elles vivent soit dans l'intestin ou la cavité corporelle des échinodermes, soit dans le tube digestif des vers sipunculidés.

## Systématique
Le nom valide complet (avec auteur) de ce taxon est Umagillidae Wahl, 1910.

### Synonymes de Umagillidae
Umagillidae a pour synonyme Anoplodiidae Graff, 1913.

### Sous-taxons
Selon la base de données World Register of Marine Species (23 décembre 2023), la famille des Umagillidae regroupe les sous-familles et genres suivants :
- Famille des Umagillidae
  - sous-famille des Bicladinae Poche, 1926
    - genre Bicladus Kaburaki, 1925
    - genre Desmote Beklemischev, 1916
    - genre Fallacohospes Kozloff, 1965
    - genre Parafallacohospes Shinn, 1987

  - sous-famille des Collastominae Wahl, 1910
    - genre Collastoma Dörler, 1900

  - sous-famille des Umagillinae Wahl, 1910
    - genre Anoplodiera Westblad, 1930
    - genre Anoplodiopsis Westblad, 1953
    - genre Anoplodium Schneider, 1858
    - genre Cleistogamia Faust, 1924
    - genre Macrogynium Meserve, 1934
    - genre Marcusella Westblad, 1953
    - genre Monticellina Westblad, 1953
    - genre Notothrix Hickman, 1956
    - genre Ozametra Marcus, 1949
    - genre Paranotothrix Cannon, 1982
    - genre Seritia Cannon, 1982
    - genre Syndesmis Silliman, 1881
    - genre Umagilla Wahl, 1909
    - genre Wahlia Westblad, 1930

### Synonymes de sous-taxons
La sous-famille des Anoplodiinae Graff, 1913 est un synonyme junior de Umagillinae Wahl, 1910.
Dans la sous-famille des Umagillinae :
- le genre Loutfia Khalil & Azim, 1937 est Cleistogamia Faust, 1924,
- le genre Syndisyrinx Lehman, 1946 est Syndesmis Silliman, 1881,
- le genre Xenometra Ozaki, 1932 (homonyme de Xenometra Emery, 1917, qui est synonyme de Cardiocondyla, un genre d'hyménoptère) est Ozametra Marcus, 1949[2].

### Publication originale
B. Wahl, « Beiträge zur Kenntnis der Dalyelliiden und Umagilliden », Festschrift für Geheimrat Prof. Richard Hertwig, vol. II, 1910, p. 41–60